# 南台子乡
南台子乡是中华人民共和国内蒙古自治区赤峰市喀喇沁旗下辖的一个乡，乡政府所在地距锦山38公里，距赤峰55公里，距围场90公里，距朝阳地火车站15公里。
2012年1月20日，内蒙古自治区人民政府批复同意从小牛群镇划出部分区域，设置南台子乡，南台子乡辖雕虎沟、朝阳沟、李家店、新地、五家、大沟、官村沟、卡拉街、南台子、北山根、川心店11个村，驻南台子。

## 行政区划
南台子乡下辖以下村级行政区划单位：
雕虎沟村、新地村、朝阳沟村、李家店村、五家村、大沟村、官村沟村、卡拉街村、南台子村、北山根村和川心店村。